# Municipio Jiquipilas
Koordinaten: 16° 40′ N, 93° 39′ W
Jiquipilas ist ein Municipio im Westen des mexikanischen Bundesstaats Chiapas. Das Municipio hat etwa 38.000 Einwohner und eine Fläche von 1305,7 km². Verwaltungssitz und größter Ort des Municipios ist das gleichnamige Jiquipilas.
Der Name Jiquipilas kommt aus dem Nahuatl und bedeutet „Platz der Satteltaschen“.

## Geographie
Das Municipio Jiquipilas liegt im Westen des mexikanischen Bundesstaats Chiapas auf Höhen zwischen 300 m und 2000 m. Es zählt zu 84,5 % zur physiographischen Provinz der Cordillera Centroamericana und zu 15,5 % zur Sierra Madre de Chiapas; es liegt zu 99,6 % in der hydrologischen Region Grijalva-Usumacinta, der Rest zählt zur Costa de Chiapas. Die Geologie des Municipios wird zu 63 % von Granit bestimmt bei 19 % Alluvionen, 10 % Kalkstein und 8 % schluffigem Sandstein; vorherrschende Bodentypen sind der Regosol (31 %), Leptosol (25 %), Luvisol (14 %) und Vertisol (13 %). Gut die Hälfte der Gemeindefläche ist bewaldet, 43 % dienen dem Ackerbau.
Das Municipio Jiquipilas grenzt an die Municipios Cintalapa, Ocozocoautla de Espinosa, Villaflores und Arriaga.

## Bevölkerung
Beim Zensus 2010 wurden im Municipio 37.818 Menschen in 9626 Wohneinheiten gezählt. Davon wurden 2005 Personen als Sprecher einer indigenen Sprache registriert, darunter 1742 Sprecher des Tzotzil. Gut 13 Prozent der Bevölkerung waren Analphabeten. 13.002 Einwohner wurden als Erwerbspersonen registriert, wovon über 84 % Männer bzw. 1,5 % arbeitslos waren. Gut 21 % der Bevölkerung lebten in extremer Armut.

## Orte
Das Municipio Jiquipilas umfasst 376 bewohnte localidades, von denen der Hauptort sowie Tierra y Libertad vom INEGI als urban klassifiziert sind. Neun Orte wiesen beim Zensus 2010 eine Einwohnerzahl von über 1000 auf, 339 Orte hatten weniger als 100 Einwohner. Die größten Orte sind:
| Ort                    | Einwohner |
| Jiquipilas             | 9894      |
| Tierra y Libertad      | 2600      |
| José María Pino Suárez | 2091      |
| Tiltepec               | 2007      |
| Vicente Guerrero       | 1383      |
| Cuauhtémoc             | 1300      |
| Julián Grajales        | 1293      |
| Quintana Roo           | 1243      |
| Nueva Palestina        | 1116      |
| Baja California        | 0935      |